# العلاقات البولندية التشيلية
العلاقات البولندية التشيلية هي العلاقات الثنائية التي تجمع بين بولندا وتشيلي.

## مقارنة بين البلدين
هذه مقارنة عامة ومرجعية للدولتين:
| وجه المقارنة                                              | بولندا                                                                             | تشيلي                         |
| --------------------------------------------------------- | ---------------------------------------------------------------------------------- | ----------------------------- |
| المساحة (كم2)                                             | 312.68 ألف                                                                         | 756.10 ألف                    |
| عدد السكان (نسمة)                                         | 38.43 مليون                                                                        | 17.37 مليون                   |
| الكثافة السكانية (ن./كم²)                                 | 122.91                                                                             | 22.97                         |
| العاصمة                                                   | وارسو                                                                              | سانتياغو                      |
| اللغة الرسمية                                             | اللغة البولندية                                                                    | اللغة الإسبانية               |
| العملة                                                    | زلوتي بولندي                                                                       | بيزو تشيلي، وحدة حساب تشيلية ‏ |
| الناتج المحلي الإجمالي (بليون دولار)                      | 524.51 مليار                                                                       | 277.08 مليار                  |
| الناتج المحلي الإجمالي (تعادل القوة الشرائية) بليون دولار | 1.02 تريليون                                                                       | 419.39 مليار                  |
| الناتج المحلي الإجمالي الاسمي للفرد دولار أمريكي          | 12.55 ألف                                                                          | 13.42 ألف                     |
| الناتج المحلي الإجمالي للفرد دولار أمريكي                 | 26.14 ألف                                                                          | 22.07 ألف                     |
| مؤشر التنمية البشرية                                      | 0.843                                                                              | 0.832                         |
| رمز المكالمات الدولي                                      | +48                                                                                | +56                           |
| رمز الإنترنت                                              | .pl                                                                                | .cl                           |
| المنطقة الزمنية                                           | توقيت وسط أوروبا، ت ع م+01:00، ت ع م+02:00، أوروبا/وارسو ‏، توقيت وسط أوروبا الصيفي | 00، 00، 00، 00                |

## مدن متوأمة
في ما يلي قائمة باتفاقيات التوأمة بين مدن بولندية وتشيلية:
- ترتبط البلنغ مع كوكيمبو باتفاقية توأمة منذ 1994.[14][14]
- ترتبط كراكوف مع لا سيرينا باتفاقية توأمة منذ 19 أغسطس 1998.[15][15][15][15]

## منظمات دولية مشتركة
يشترك البلدان في عضوية مجموعة من المنظمات الدولية، منها:
| علم المنظمة | اسم المنظمة                        | تاريخ انضمام بولندا | تاريخ انضمام تشيلي |
| ----------- | ---------------------------------- | ------------------- | ------------------ |
|             | وكالة ضمان الاستثمار متعدد الأطراف | 29 يونيو 1990       | 12 أبريل 1988      |
|             | منظمة التعاون الاقتصادي والتنمية   | 22 نوفمبر 1996      | ?                  |
|             | منظمة الشرطة الجنائية الدولية      | ?                   | ?                  |
|             | منظمة حظر الأسلحة الكيميائية       | ?                   | ?                  |
|             | منظمة التجارة العالمية             | 1 يوليو 1995        | ?                  |
|             | الفريق المعني برصد الأرض           | ?                   | ?                  |
|             | الأمم المتحدة                      | 24 أكتوبر 1945      | 24 أكتوبر 1945     |
|             | مؤسسة التمويل الدولية              | 29 ديسمبر 1987      | 15 أبريل 1957      |
|             | يونسكو                             | 6 نوفمبر 1946       | 7 يوليو 1953       |
|             | مؤسسة التنمية الدولية              | 28 أكتوبر 1960      | 30 ديسمبر 1960     |
|             | البنك الدولي للإنشاء والتعمير      | 27 يونيو 1986       | 31 ديسمبر 1945     |
|             | المنظمة الهيدروغرافية الدولية      | ?                   | ?                  |
|             | الاتحاد البريدي العالمي            | 1 مايو 1919         | ?                  |
|             | الاتحاد الدولي للاتصالات           | 1921                | 1908               |

## وصلات خارجية
- موقع وزارة الخارجية البولندية
- موقع وزارة الخارجية التشيلية